# Ortley (Dakota del Sud)
Ortley è un centro abitato (town) degli Stati Uniti d'America, situato nella contea di Roberts nello Stato del Dakota del Sud. La popolazione era di 65 persone al censimento del 2010.

## Storia
Ortley è stata progettata nel 1906; un nome variante iniziale era Anderson.

## Geografia fisica
Ortley è situata a 45°19′58″N 97°11′51″W (45.332650, -97.197628).
Secondo lo United States Census Bureau, ha un'area totale di 2,24 miglia quadrate (5,80 km²).

## Società

### Evoluzione demografica
Secondo il censimento del 2010, c'erano 65 persone.

### Etnie e minoranze straniere
Secondo il censimento del 2010, la composizione etnica della città era formata dall'84,6% di bianchi, il 12,3% di nativi americani, e il 3,1% di due o più etnie.